# Ōtawara
Ōtawara (japanska: 大田原市?, Ōtawara-shi), ibland transkiberat som Ohtawara, är en stad i Tochigi prefektur i Japan. Staden fick stadsrättigheter 1954.